# Express (Christina Aguilera)
Express è un brano musicale della cantante pop statunitense Christina Aguilera, pubblicato come singolo promozionale il 3 novembre 2010 dall'etichetta discografica RCA.
Il singolo che promuove l'uscita del film Burlesque, contenuto nella colonna sonora originale interamente interpretata da Christina Aguilera e Cher.
Il brano è stato scritto dalla stessa Aguilera insieme a Claude Kelly e Tricky Stewart e prodotto da quest'ultimo.

## Esibizioni dal vivo
La cantante ha proposto il brano agli American Music Award del 2010. L'11 dicembre 2010 ha interpretato il brano durante la finale della settima serie di X Factor nel Regno Unito, dopo aver eseguito il suo brano Beautiful in duetto con la finalista Rebecca Ferguson.

## Classifiche
| Classifica (2010)      | Posizione |
| ---------------------- | --------- |
| Giappone               | 32        |
| Svizzera               | 54        |
| Taiwan                 | 2         |
| Regno Unito            | 75        |
| U.S. Billboard Hot 100 | 102       |